# Casa Wing
La Casa Wing es una casa privada ubicada en 27 South Jefferson Street en la ciudad de Coldwater, al sur del estado de Míchigan (Estados Unidos). Fue incluido en el Registro Nacional de Lugares Históricos en 1975. La casa es actualmente operada por la Sociedad Histórica del Condado de Branch como el Wing House Museum.

## Historia
Albert Chandler fue un prominente y exitoso hombre de negocios en Coldwater. Fundó Coldwater Sentinel en 1841 y era dueño de una empresa de hardware; también fue el primer alcalde de Coldwater, cumpliendo tres mandatos. El hijo de Albert, Jay Chandler, era un estaño, probablemente para el negocio de su padre. En 1875, Chandler se casó con la neoyorquina Frances Campbell. Campbell tenía miedo de vivir en el entonces salvaje área de Coldwater, y se dice que, para facilitar la transición, su padre ayudó a construir una réplica de su propia casa en Coldwater para la pareja de recién casados. Sin embargo, el matrimonio de Chandler aparentemente no tuvo éxito. En 1882, Chandler vendió la casa a Lucius M. Wing y Frances Chandler regresó a Nueva York. Jay Chandler murió en 1884.
Lucius M. Wing fue otro ciudadano destacado de Coldwater. Nació en 1840 y trabajó en la granja y la fábrica de ladrillos de su padre. En 1861, comenzó a cultivar por su cuenta y en 1862 se alistó como soldado raso en el 19.º Regimiento de Infantería Voluntaria de Míchigan. Pronto fue ascendido a teniente y luego comisionado como capitán. Al final de la Guerra Civil, Wing volvió a la agricultura y luego fue elegido sheriff, momento en el que se mudó a Coldwater. En 1868 Wing se casó con Adeline M. Knapp. Tanto Lucius como Adeline Wing fueron líderes sociales y políticos a finales del siglo XIX en Coldwater.
Los Alas vivieron en la casa hasta su muerte; Adeline en 1912 y Lucius en 1921. Después de la muerte de Lucius, la casa pasó a su hijo SL Wing, y él, su esposa Beniti y su hija Adaline vivían allí. La casa fue comprada por la Sociedad Histórica del Condado de Branch a principios de la década de 1970.

## Descripción
Wing House es una estructura de estilo Segundo Imperio de tres pisos con un piso inferior de ladrillo, ubicado debajo del nivel, y un techo abuhardillado ligeramente convexo revestido con hojalata. La parte superior del techo está adornada con una cornisa con modillones. Un pórtico dividido, al que se accede por una escalera de piedra, recorre la fachada frontal. La entrada principal se encuentra en una bahía central saliente, a través de puertas dobles arqueadas. Un porche lateral corre a lo largo de un lado de la casa. Las ventanas son altas, arqueadas, una sobre otra.